# Jeff Blockley
Jeffrey Paul Blockley, conosciuto comunemente come Jeff Blockley (Leicester, 12 settembre 1949) è un ex calciatore inglese, di ruolo difensore.

## Carriera

### Club
Nel 1962, all'età di 13 anni, entra a far parte del settore giovanile del Leicester City, dove rimane fino all'età di 18 anni, nel 1967: si trasferisce infatti all'Arsenal (dove gioca per un anno nelle giovanili) e successivamente nel 1968 Coventry City, con cui esordisce a livello professionistico all'età di 19 anni nella stagione 1968-1969, che la squadra, neopromossa nella massima serie inglese, termina ottenendo la salvezza. Nella stagione 1969-1970 gioca ancora in massima serie nel Coventry City, che termina il campionato al sesto posto in classifica e si qualifica pertanto alla successiva edizione della Coppa delle Fiere, nella quale viene eliminata al secondo turno dal Bayern Monaco dopo aver facilmente eliminato i bulgari del Botev Plovdiv nel primo turno; a partire dal 1969 Blockley diventa capitano della squadra. Al termine della First Division 1971-1972 Blockley lascia il Coventry (con cui ha segnato 6 reti in 146 presenze nella massima serie inglese) e si trasferisce all'Arsenal per 200000 sterline, cifra record per l'epoca (l'acquisto più costoso di sempre era stato Alan Ball, tesserato l'anno precedente dall'Arsenal per 220000 sterline).
Nella stagione 1972-1973 Blockley disputa 20 partite nell'Arsenal, con cui ottiene un secondo posto in campionato; disputa inoltre per la seconda volta in carriera la Coppa UEFA; rimane nei Gunners per altre due stagioni, nelle quali anche a causa di numerosi problemi fisici gioca solamente 32 partite (26 nella stagione 1973-1974 e 6 nella stagione 1974-1975).
Nel 1975 lascia dopo 52 partite ed una rete in campionato l'Arsenal: viene infatti acquistato per 100000 terlien dal Leicester City, squadra della sua città natale e con cui aveva mosso i primi passi a livello giovanile; milita in massima serie con le Foxes per tre stagioni consecutive (la 1975-1976, la 1976-1977 e la 1977-1978, conclusa all'ultimo posto in classifica con conseguente retrocessione in seconda divisione), nelle quali segna in tutto 2 gol in 76 partite di campionato.
Nella stagione 1978-1979 e nella stagione 1979-1980 gioca in seconda divisione nel Notts County, con cui disputa in totale 59 partite di campionato, nelle quali mette anche a segno 5 gol.
Termina la carriera nel 1982 all'età di 33 anni dopo aver giocato per due stagioni a livello dilettantistico, prima nell'Enderby Town ed infine nel Gloucester City, con cui segna una rete in 15 presenze nella stagione 1981-1982.
In carriera ha giocato complessivamente 274 partite (con 6 reti) nella massima serie inglese e 59 partite (con 5 reti) nella seconda serie inglese.

### Nazionale
Durante la sua militanza nel Coventry City è stato capitano della nazionale Under-23.
Ha esordito in Nazionale l'11 ottobre 1972 in una partita amichevole pareggiata 1-1 contro la Jugoslavia; si tratta della sua unica partita con la maglia della Nazionale maggiore inglese.